# 長卷

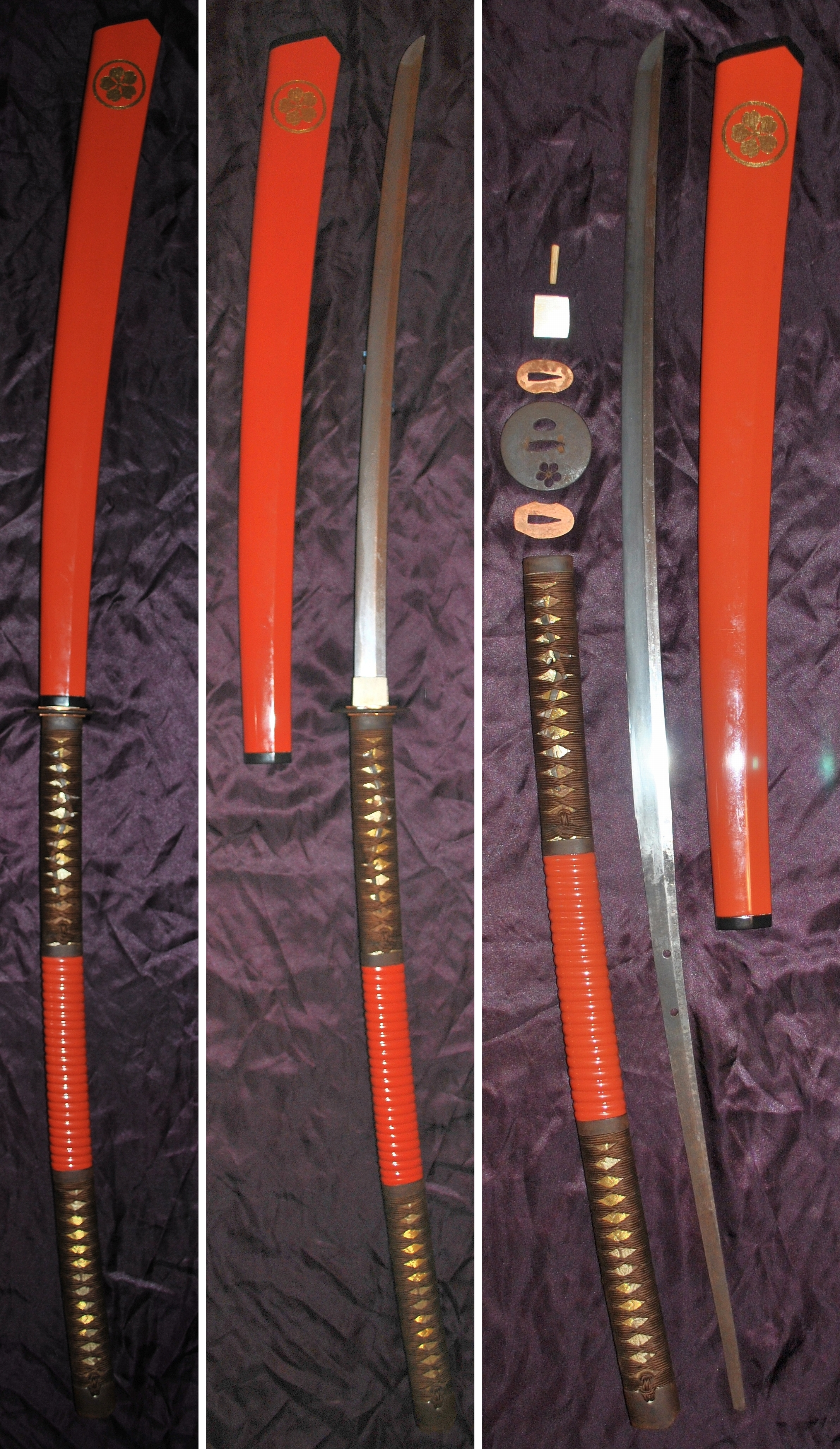
長卷

長卷是日本刀據其長度，尺寸所分類之日本刀種類的一種。

## 形狀
全體長6－7尺（180－210cm）、柄長3－4尺（90－120cm）、刀身約長3尺（90cm）左右、形狀大約像刀柄較長之大太刀（野太刀）、重量較重（5－7kg）。

## 歷史
長卷大約是在南北朝时期出現的，逐渐流行于室町时代、战国时代和安土桃山时代，在現在則是古兵器收集者的收集品之一。